# 박지훈 (1979년)
박지훈(朴之勳, 1979년 10월 5일 ~ )은 대한민국의 바둑 기사이다.

## 약력
제1회 롯데배 어린이 바둑왕전에서 장려상을 수상했고, 1991년 연구생이 되었다. 1996년 제75회 연구생 입단대회를 통해 입단했다. 1997년 제1기 신예프로10걸전 본선에 진출했고, 2000년 신예프로10걸전에서 9위를 차지했다. 2003년 제22기 KBS바둑왕전 본선과 제14기 비씨카드배 신인왕전 본선에 진출했다. 2005년 바둑마스터즈 본선 16강과 제1기 원익배 본선에 올랐다. 2006년 한국바둑리그 예선에 진출했고 5단으로 승단했다. 2007년 한국바둑리그 본선에 진출했으며 2011년 5월에 6단으로 승단하였다.